# Врадіївське лісове господарство
ДП «Врадіївське лісове господарство» — державне підприємство, підпорядковане  Миколаївському обласному управлінню лісового та мисливського господарства, підприємство з вирощування лісу, декоративного садивного матеріалу, виготовлення пиломатеріалів.

## Лісництва
- Березківське
- Лисогірське
- Первомайське
- Врадіївське
- Новопавлівське

## Керівництво
- Мироненко Віктор Федорович — директор